# Cologna in Giudicarie
Cologna in Giudicarie è una frazione del comune di Pieve di Bono-Prezzo in provincia autonoma di Trento. Fino al 31 dicembre 2015 è stata frazione di Pieve di Bono, soppresso lo stesso giorno in seguito alla fusione con Prezzo.

## Storia
Cologna in Giudicarie è stato un comune italiano istituito nel 1920 in seguito all'annessione della Venezia Tridentina al Regno d'Italia. Nel 1928 è stato aggregato al comune di Pieve di Bono.